# Spinalonga
Spinalonga (græsk: Σπιναλόγκα, officielt navn Kalidon) er en ubeboet græsk ø nordøst for Kreta som ligger ved indgangen til Mirabellogolfen. Selv om øen officielt er blevet omdøbt til Kalidon kalder de fleste den fortsat Spinalonga. Den 8,5 ha store ø er 440 m lang, 250 m bred og den højeste forhøjning er 53 meter.
Den ligger i nærheden af Spinalonga-halvøen («Store Spinalonga»), noget som ofte fører til forvirring da samme navn benyttes for begge. Oprindelig var Spinalonga ikke en ø, men en del af Kreta. Den blev også benyttet som koloni for spedalske tidlig i det 20. århundrede.
Øen er omtalt i litteraturen, tv-serier og i en kortfilm.
I følge venetianske dokumenter har navnet sin oprindelse i det græske udtryk stin Elounda (στην Ελούντα), i betydningen «til Elounda». Venetianerne kunne ikke forstå udtrykket og kaldte det for spina = «torn» og lunga = «lang», det vil sin «lang torn». Venetianerne blev inspirere af navnet på en ø i nærheden af Venedig som havde det samme navn, men som i dag er kendt om øen Giudecca.

## Historie
Allerede flere hundrede år før Kristi fødsel blev de første fæstninger bygget for at beskytte indsejlingen til den nu sunkne by Olous, som lå ud for Elounda, og som var datidens mest betydningsfulde handelscentrum.
Under arabernes besættelse af Kreta fra det 9. århundrede e. Kr. blev Olous forladt og havnen blev indtil Republikken Venedigs herredømme sjældent benyttet. Overleveringerne om at øen i begyndelsen af det 9.århundrede blev benyttet som fæstning mod angreb fra araberne kan ikke dokumenteres.

### Venetiansk styre
1538 renoverede venetianerne fæstningen på Spinalonga for at forhindre pirater – i at angribe dem.
1578 fik venetianerne ingeniøren Genese Bressani til at planlægge øens befæstninger. Han oprettede blokhuse på de højeste punkter på nord- og sydsiden, foruden også en fæstningsmur i en ring langs kysten som forhindrede en fjendtlig landgang.
1579 lagde Kretas italienske guvernør, provveditore generale Luca Michiel, grundstenen for fæstningsværkerne som blev bygget over ruinerne af en akropolis fra antikken. Der er to inskriptioner som citerer denne hændelse, en på tværstangen over fæstningens hovedport, og den anden på fæstningsvolden på nordsiden af fæstningen. I 1584 byggede venetianerne et nyt højere fæstningsværk som gjorde Spinalonga til en uindtagelig fæstning, en af de vigtigste i Middelhavet.
Sammen med Gramvousa og Souda, forblev Spinalonga på venetianske hænder selv efter at resten af Kreta faldt til osmannerne i kretakrigen (1645–1669) (eller den femte osmannisk-venetianske krig) og varede indtil 1715 da de blev erobret af osmannerne i den sidste osmannisk-venetianske krig. De tre fæstninger forsvarede de venetianske handelsruter og var også nyttige baser i tilfælde en ny krig om Kreta mellem republikken Venedig og Det Osmanniske Rige. Mange kristne søgte tilflugt i de tre fæstninger for at undslippe forfølgelserne fra muslimske osmanner.
1718 kom Spinalonga endelig under osmannisk kontrol. Efter venetianernes afgang blev 616 af indbyggerne solgt som slaver. Derefter begynde muslimerne at flytte til øen.
- Spinalonga (Kalidon) øverst, halvøen «Store Spinalonga» nederst
- Spinalonga
- De venetianske fæstningsværker
- Porten til Spinalonga
- De gamle huse på Spinalonga

### Osmannisk styre
Mellem det 18. og det 19. århundrede havde fæstningen en underordnet militærisk betydning. På øen levede der cirka 200 osmanske soldater sammen med deres muslimske familier, som af sikkerhedsgrunde havde bosat sig
permanent på øen. Dermed opstod der en lille militærisk bebyggelse, som efter det osmanniske styre var eksil for andre muslimske familier. 1821 levede der cirka 250 personer på Spinalonga. I slutningen af det 18. århundrede og i den første halvdel af det 18. århundrede stagnerede øens økonomiske udvikling på grund af handelsrestriktioner fra Kreta. Spinalongas muslimske indbyggere levede tilbagetrukket på øen og havde kun i mindre omfang kontakt med den kristelige befolkning på fastlandet. I forbindelse med det osmanniske riges reformer som blev indledt i midten af det 19. århundrede, tillod man at øens havn i 1856 fik sine handelsrettigheder og dermed voksede øens befolkningstæthed endnu mere. Under opstanden på Kreta i 1878 var Spinalonga en af de få steder som stadig var under osmannisk kontrol. 1879 blev øen en uafhængig kommune og havde i 1881 1112 muslimske indbyggere. Under den Græsk-tyrkiske krig blev øen den 24. februar 1897 angrebet af græsk-ortodokse oprørere. Efter få timer afbrød et fransk krigsskib angrebet, hvorunder fæstningen blev beskadiget, flere bygninger ødelagt og cirka 30 personer blev såret eller dræbt. Efter oprettelsen af Staten Kreta (1898-1913) og under tryk fra stormagterne Frankrig, Rusland, Storbritannien og Italien blev franske tropper installeret på øen. Sandsynligvis på grund af den nye kristelige forvaltning emigredede i de følgende år mange af de muslimske indbyggere til Lilleasien. Efter oprettelsen af kolonien for spedalske måtte de sidste muslimske indbyggere forlade Spinalonga i 1903.

### Koloni for spedalske
Spinalonga blev derefter benyttet som koloni for spedalske fra 1903 til 1957. Den Kretiske stat besluttede at tvangsanbringe alle Kretas Leprasyge på øen. De første 251 leprasyge kom den 13. oktober 1904 til øen. Der var to indgange til Spinalonga, den ene var de spedalskes indgang, en tunnel kendt som « Dantes port». Efter ankomsten til øen modtog de mad, vand, medicinsk hjælp og udbetaling af pension. Tidligere havde sådanne bekvemmeligheder været udenfor rækkevidde for Kretas spedalske som overvejende levede i grotter i ødemarken, langt fra folk. Efter foreningen med Grækenland i 1913 kom der spedalske fra alle dele af landet. De levede i den første tid under svære betingelser og boede i muslimernes gamle huse. Først i 1930erne fik de bedre forhold. 1935 levede der cirka 300 patienter på Spinalonga. Gennemsnitlig døde der per uge en patient og en ny patient kom til øen. Med statslige midler blev der i 1939 oprettet nye bygninger. Under 2. verdenskrig var øen det eneste sted på Kreta hvor der ikke var tyske soldater.
Fra 1948 steg helbredsgraden på grund af anvendelsen af nye medikamenter på Spinalonga. Fra dette tidspunkt kunne helbredte patienter forlade øen. Den sidste indbygger, en præst, forlod øen i 1962.
I løbet af 54 år blev 730 syge mennesker fragtet til øen i både. 36 blev født derude. På Spinalonga skabte de spedalske deres eget samfund med kirker, skole, cafeer, butikker sygehus og kirkegård.

### Spinalonga i dag
Efter lukningen af leprakolonien blev Spinalonga ubeboet. Fæstningen og mange af bygningerne blev plyndret og beskadiget. 1963 kom øen under den græske central for turisme. I 1970erne begyndte man at åbne øen for turisme og den fik status som et "arkæologisk oldtidssted". En stor del af bygningerne fra leprakolonien blev fjernet og de første restaureringer blev gennemført. Siden 1997 er fæstningens konservering og restaurering blevet finansieret med EU-midler. I nutiden kan øen besøges af turister fra begyndelsen af april til slutningen af oktober.